# Merovingen

Ontwikkeling van het Frankische Rijk, 481-814

De Merovingen (Frans: Mérovingiens, Duits: Merowinger) waren een dynastie van Frankische koningen, die over een regelmatig veranderend gebied in delen van het huidige Nederland, België, Luxemburg, Frankrijk en Duitsland regeerden van de 5e tot in de 8e eeuw.

## Geschiedenis dynastie
De Merovingische dynastie dankt haar naam aan Merovech, een min of meer legendarische koning van de Salische Franken omstreeks 480. Zijn kleinzoon, Chlodovech, ook bekend als Clovis, verenigde het grootste deel van Gallië ten noorden van de Loire onder een gezag. Clovis liet zich in 496 dopen, waardoor het katholieke christendom de staatsgodsdienst van het Frankische Rijk werd. Het rijk van Clovis werd na zijn dood overeenkomstig de Salische wetten over zijn vier zonen verdeeld.
De hoofdstad van de Merovingen was tot 486 gelegen in Turnacum (Doornik). Het is onduidelijk wanneer dit de hoofdstad is geworden. Waar voordien de hoofdstad van het Merovingische rijk lag, en tot wanneer, is eveneens onderwerp van discussie. Er is enkel bekend dat dit Dispargum was, waarschijnlijk Duisburg over de Rijn, hoewel Duisburg nabij Tervuren ook wel gesuggereerd is. Na verovering van het grondgebied van Syagrius dat voortaan Neustrië (nieuw land) zou heten verplaatste Clovis zijn hoofdstad van Doornik naar Parijs.

### Neergang
Halverwege de 7e eeuw hadden de Merovingen weinig feitelijke macht meer, en waren ze vooral symbolische figuren. Ze begonnen zichzelf steeds meer toe te leggen op wereldlijke geneugten, en lieten het regeren van hun koninkrijk over aan hofmeiers (major domus in het Latijn). Het ambt van hofmeier werd erfelijk vanaf de Pepiniden en de erop volgende Karolingen.
De Karolingen onttroonden de Merovingen in 751, toen Pepijn de Korte de Frankische edelen achter zich kreeg en de laatste Merovingische koning, Childerik III, afzette.
De enige zoon van Childerik III, prins Theuderik (V), leidde een kerkelijk celibatair leven en zette het geslacht van de Merovingen niet voort. Op deze manier stierf de mannelijke lijn van de Merovingen uit.
De Merovingische periode werd gevolgd door de Karolingische.

## Economie, handel en cultuur

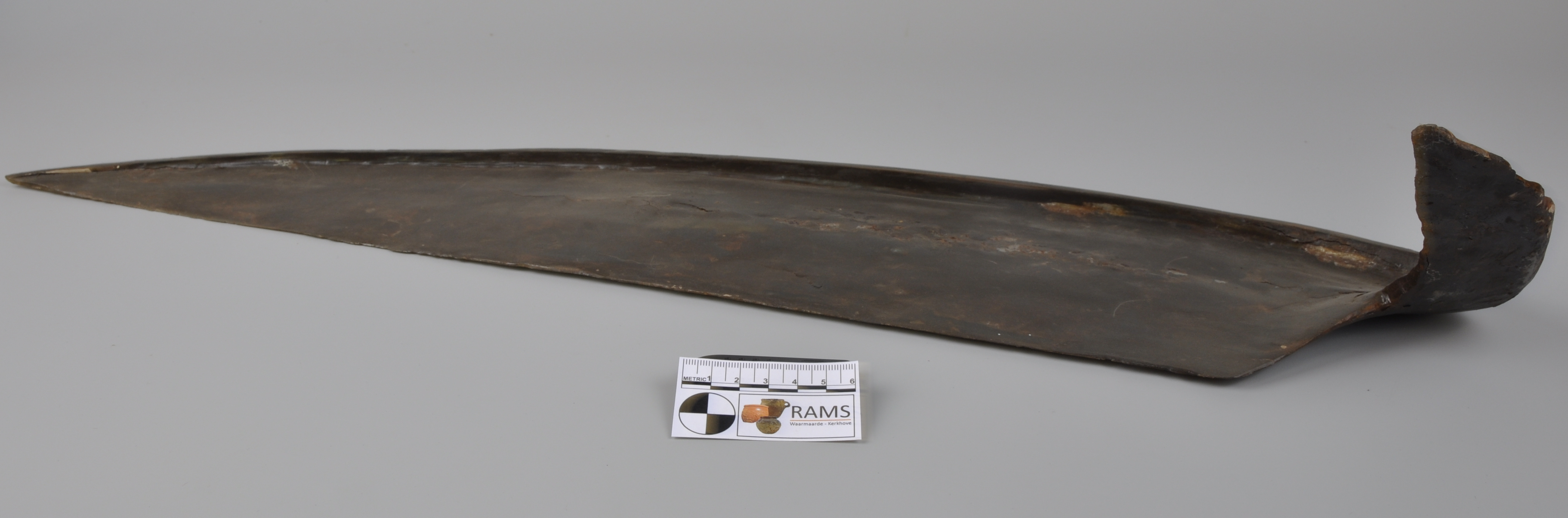
Vroeg-middeleeuwse zeis uit de Merovingische site Kerkhove-Kouter in België (collectie nummer: RAMS00393)

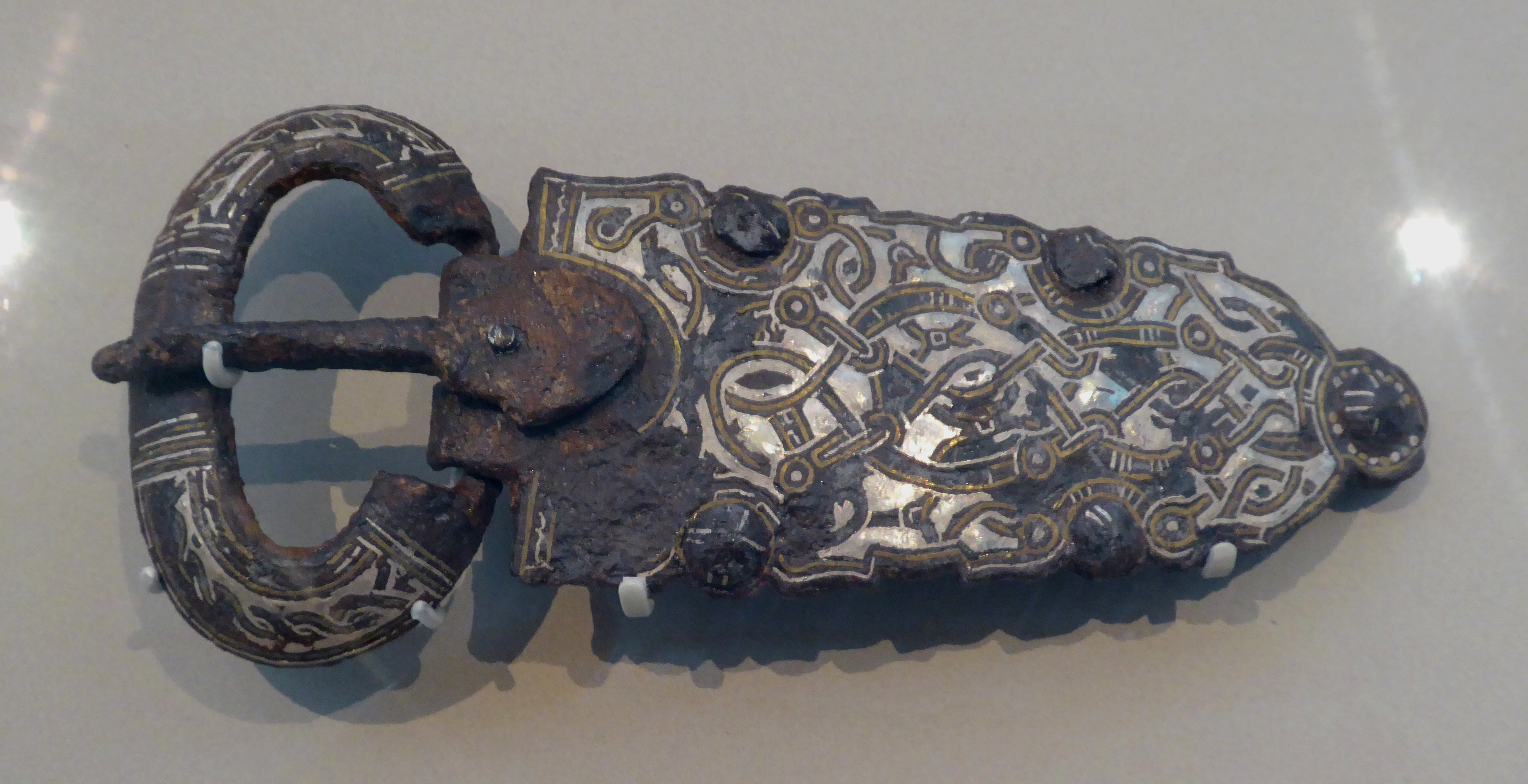
Merovingische riemsluiting (Victoria and Albert Museum, Londen

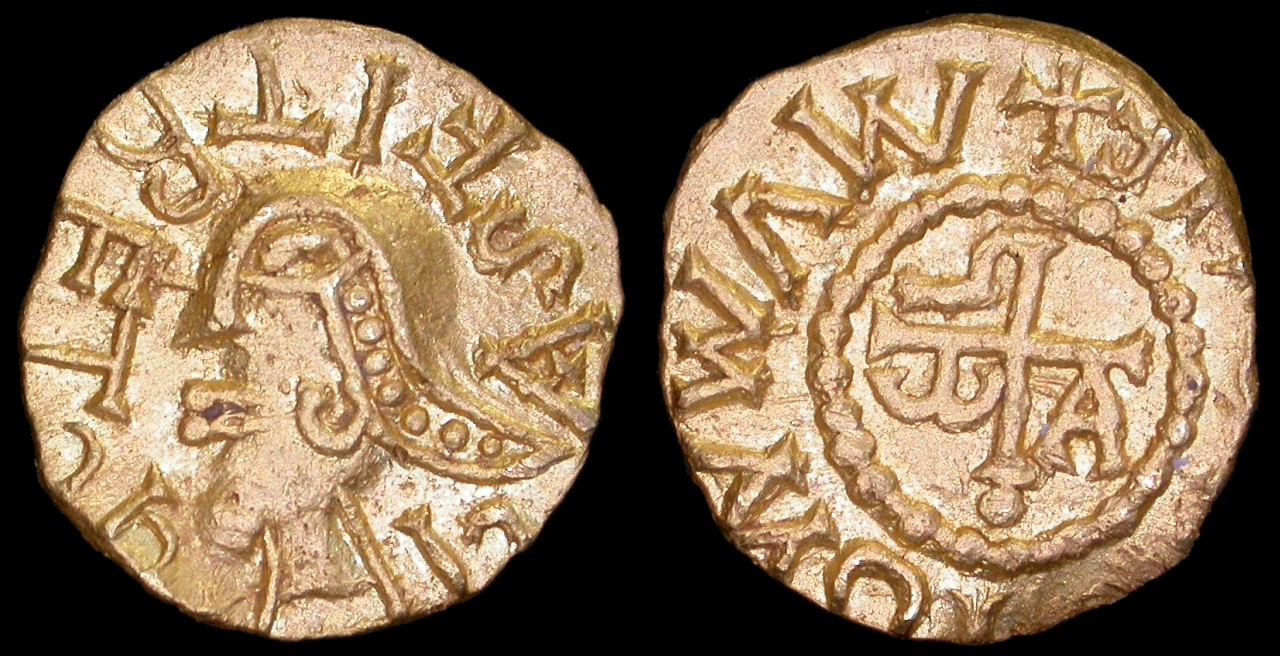
LEIC-6BAA60 Merovingische tremissis

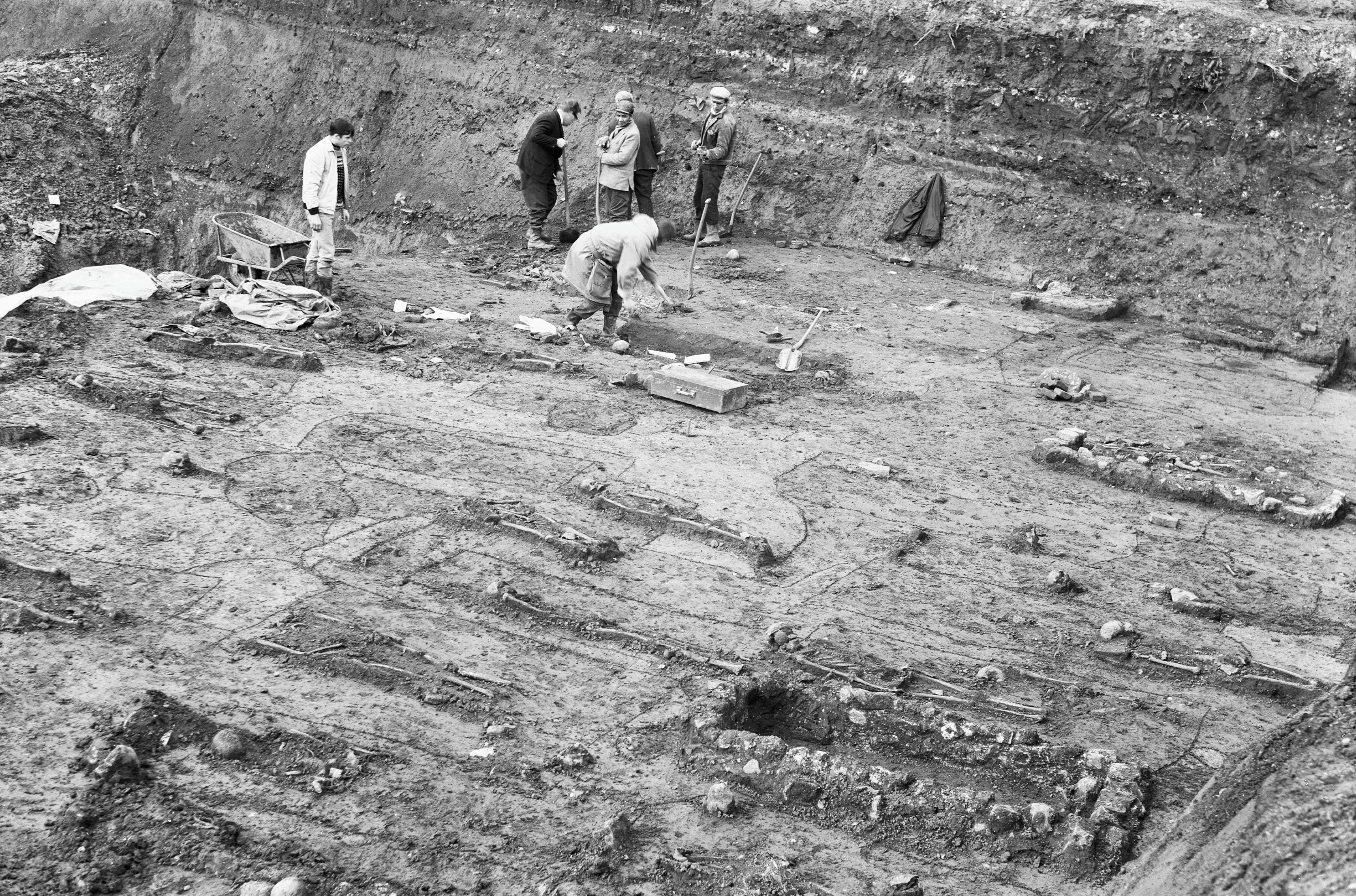
Opgravingen bij het Merovingisch grafveld bij Maastricht, Rijksdienst voor het Cultureel Erfgoed, 1970

Een belangrijk kenmerk van de Merovingische maatschappij was de co-existentie tussen de Franken en de Gallo-Romeinse bevolking die al langer in de door de Franken veroverde gebieden woonde. Beide bevolkingsgroepen hadden dezelfde leefwijze, ook golden voor beide dezelfde juridische regels en etnisch gemengde huwelijken tussen beide waren toegelaten mits dit gebeurde binnen dezelfde stand. De Merovingen hadden oog voor de technologische voorsprong van de Gallo-Romeinen die gestoeld was op die van de Romeinen en op een hoger peil lag dan die van de Franken. Een groot deel van de overwonnen bevolking mocht hun bezittingen in eigendom behouden en Gallo-Romeinen konden belangrijke posten bekleden in de regering en het leger. 
Onder de Merovingen kreeg langzaam aan het middeleeuwse feodalisme gestalte, onder andere door het aanstellen van hertogen die verantwoordelijk werden voor het regeren, verdedigen en rechtspreken in delen van het Frankische koninkrijk.
De landbouw vormde in de Merovingische periode veruit het belangrijkste middel van bestaan. Omdat er nog geen grote ontginningen hadden plaatsgevonden, bestond de landbouwgrond aanvankelijk voor 70-80% uit braakland, gedurende de Merovingische periode werd echter steeds meer land gecultiveerd. De opbrengsten uit de landbouw vormden een belangrijke inkomstenbron voor de Merovingische heren. Er ontwikkelde zich een duaal systeem met enerzijds landbouwgrond in handen van de heren, bewerkt door horigen en dagloners, anderzijds ontstonden er zelfstandige boerenbedrijven op de zogenaamde coloni, die een jaarlijks bedrag aan belasting aan de adel moesten voldoen. De grond mocht niet aan een ander worden overgedragen zonder instemming van de heer.
De laatste decennia is binnen de wetenschap het voortschrijdend inzicht gegroeid, dat de volksverhuizingen niet zo omvangrijk waren als lang werd verondersteld en de economie zich in de vroege middeleeuwen niet louter op lokaal niveau afspeelde. Er waren uitgebreide handelsnetwerken van haven tot haven en over de Romeinse landwegen die waren blijven liggen. Er ontwikkelden zich nieuwe samenlevingen waar niet de elite, maar de landelijke bevolking de motor was. Zo blijkt uit opgravingen en moderne archeologische analysen daarvan, dat gewone Merovingische boeren in het bezit waren van exotische goederen die alleen via lange handelswegen in deze gebieden kunnen zijn gekomen.
Op Merovingische begraafplaatsen in afgelegen boerengemeenschappen zijn graven gevonden met kleurige glazen kralen, sierlijke spelden, wapens en gebruiksvoorwerpen die vaak van duizenden kilometers ver weg kwamen. Het gaat bijvoorbeeld om kauri-schelpen uit de Rode Zee en Indische Oceaan, gevonden in Noord-Gallische graven uit de zesde eeuw, en om kralen van amethist, een halfedelsteen uit het oosten van het mediterrane gebied. Ook Byzantijnse koperen, zilveren en gouden munten en granaat, een rode halfedelsteen uit onder andere India en Sri Lanka zijn gevonden. Dat was geen eenmalige vondst, het kwam veelvuldig voor. Moderne archeologen trekken daaruit de conclusie dat deze gebruiksvoorwerpen tot de gewone goederen moeten hebben gehoord die eenvoudige boeren op het platteland bezaten en dat de gewone bevolking deze handel dus mede moet hebben aangedreven.

### Bevolkingssamenstelling
In 2021 werd voor het eerst een grootschalig genetisch onderzoek uitgevoerd op een Merovingisch grafveld in Koksijde. Prof. Maarten Larmuseau onderzocht het DNA van 53 gevonden skeletten, begraven tussen 650-750. Ondanks de voorspelling van de archeologen werden nagenoeg geen nauwe familiale verwantschappen gevonden tussen de skeletten onderling. Dit betekent dat de begraven individuen in Koksijde uit de wijde omgeving afkomstig waren en niet uit een kleine familiale groep. Op basis van isotopenanalyse hadden ze bovendien diverse eetgewoonten (sommigen aten vis, anderen niet). In 2024 vonden Larmuseau en collega's dat de individuen afkomstig waren van twee groepen met verschillende (genetische) afkomst, die hier samenleefden en begraven waren. Deze twee genetische groepen zijn de Noordzee-Germanen en de Noord-Franse Galliërs.

### Begrafenisrituelen
Doden werden volledig gekleed begraven, mannen met hun wapens, vrouwen met hun sieraden. In vaatwerk van glas en aardewerk kregen ze voedsel en drank mee.
Het grafveld van Engelmanshoven werd in 1953 ontdekt. Er is zelfs een vondst van een elitair Merovingisch grafveld uit de 6de - 7de eeuw met bijhorende muntschat gevonden in Broechem (Ranst).
Bij Dalfsen is in 2015 een grafveld uit de Merovingische tijd (ca. 550) gevonden. Twee graven, van een man en een vrouw, allebei in gelegen in de richting oost-west, springen eruit vanwege de rijke en uitbundige grafgiften. De man was een krijger, hij kreeg zijn volledige wapenuitrusting mee. Daarvan zijn een schildkop, twee slagzwaarden een bijl, een mesje plus een lanspunt bewaard gebleven. Ook de vrouw kreeg luxe cadeaus mee: halssnoeren met barnstenen en glazen kralen, twee paar mantelspelden, ingelegd met edelsteen en goudfolie. Ook werd een Angelsaksische aardewerken pot aangetroffen.

## Taal
In contrast met de latere Karolingische dynastie, wordt voor de Merovingen aangenomen dat zij, in ieder geval oorspronkelijk, een variant van het Oudnederlands spraken.

## Lijst Merovingische koningen
- 447 - 458: Merovech
- 458 - 481: Childerik I
- 481 - 511: Clovis I
- 511 - 558: Childebert I
- 558 - 562: Chlothar I
- 562 - 566: Charibert
- 562 - 575: Sigebert I
- 566 - 584: Chilperik I
- 584 - 628: Chlothar II
- 628 - 637: Dagobert I
- 637 - 655: Clovis II
- 655 - 668: Chlothar III
- 668 - 674: Childerik II
- 674 - 678: Dagobert II
- 674 - 691: Theuderik III
- 691 - 695: Clovis III
- 695 - 711: Childebert II
- 711 - 716: Dagobert III
- 716 - 721: Chilperik II
- 721 - 737: Theuderik IV
- 743 - 751: Childerik III

## Chronologie en territoriale verdelingen
| 481-511 | Clovis I (Chlodovech)             | Clovis I (Chlodovech)             | Clovis I (Chlodovech)             | Clovis I (Chlodovech)         |
|         | Soissons                          | Parijs                            | Orléans                           | Reims                         |
| 511-524 | Chlotharius I                     | Childebert I                      | Chlodomer                         | Theuderic I                   |
| 524-534 |                                   |                                   |                                   |                               |
| 534-548 |                                   |                                   |                                   | Theudebert I                  |
| 548-555 |                                   |                                   |                                   | Theudowald                    |
| 555-558 |                                   |                                   |                                   |                               |
| 558-561 |                                   |                                   |                                   |                               |
|         | Neustrië (Soissons)               | Parijs                            | Bourgondië (Orléans)              | Austrasië (Reims)             |
| 561-567 | Chilperic I                       | Charibert I                       | Guntram                           | Sigibert I                    |
| 567-575 |                                   |                                   |                                   |                               |
| 575-584 |                                   |                                   |                                   | Childebert II                 |
| 584-592 | Chlotar II                        |                                   |                                   |                               |
| 592-595 |                                   |                                   |                                   |                               |
| 595-612 |                                   |                                   | Theuderic II                      | Theudebert II                 |
| 612-613 |                                   |                                   |                                   |                               |
| 613     |                                   |                                   | Sigibert II                       | Sigibert II                   |
| 613-629 |                                   |                                   |                                   |                               |
|         | Neustrië + Bourgondië + Austrasië | Neustrië + Bourgondië + Austrasië | Neustrië + Bourgondië + Austrasië | (Aquitanië)                   |
| 629-632 | Dagobert I                        | Dagobert I                        | Dagobert I                        | (Charibert II)                |
| 632     |                                   |                                   |                                   | (Chilperic)                   |
| 632-639 |                                   |                                   |                                   |                               |
|         | Neustrië + Bourgondië             | Neustrië + Bourgondië             | Austrasië                         | Austrasië                     |
| 639-656 | Clovis II                         | Clovis II                         | Sigibert III                      | Sigibert III                  |
| 656-657 |                                   |                                   | Childebert de Geadopteerde        | Childebert de Geadopteerde    |
| 657-662 | Chlothar III                      | Chlothar III                      |                                   |                               |
| 662-673 |                                   |                                   | Childeric II                      | Childeric II                  |
| 673     | Theuderic III                     | Theuderic III                     |                                   |                               |
| 673-675 |                                   |                                   |                                   |                               |
| 675-676 | Theuderic III                     | Theuderic III                     | Clovis (III)                      | Clovis (III)                  |
| 676-679 |                                   |                                   | Dagobert II                       | Dagobert II                   |
| 679-691 |                                   |                                   |                                   |                               |
| 691-695 | Clovis IV (III)                   | Clovis IV (III)                   | Clovis IV (III)                   | Clovis IV (III)               |
| 695-711 | Childebert III                    | Childebert III                    | Childebert III                    | Childebert III                |
| 711-715 | Dagobert III                      | Dagobert III                      | Dagobert III                      | Dagobert III                  |
| 715-717 | Chilperik II (broeder Daniël)     | Chilperik II (broeder Daniël)     | Chilperik II (broeder Daniël)     | Chilperik II (broeder Daniël) |
| 717-719 |                                   |                                   | Chlothar IV                       | Chlothar IV                   |
| 719-721 |                                   |                                   |                                   |                               |
| 721-737 | Theuderic IV                      | Theuderic IV                      | Theuderic IV                      | Theuderic IV                  |
| 737-742 | Interregnum                       | Interregnum                       | Interregnum                       | Interregnum                   |
| 742-751 | Childeric III                     | Childeric III                     | Childeric III                     | Childeric III                 |